# ナヴォイ

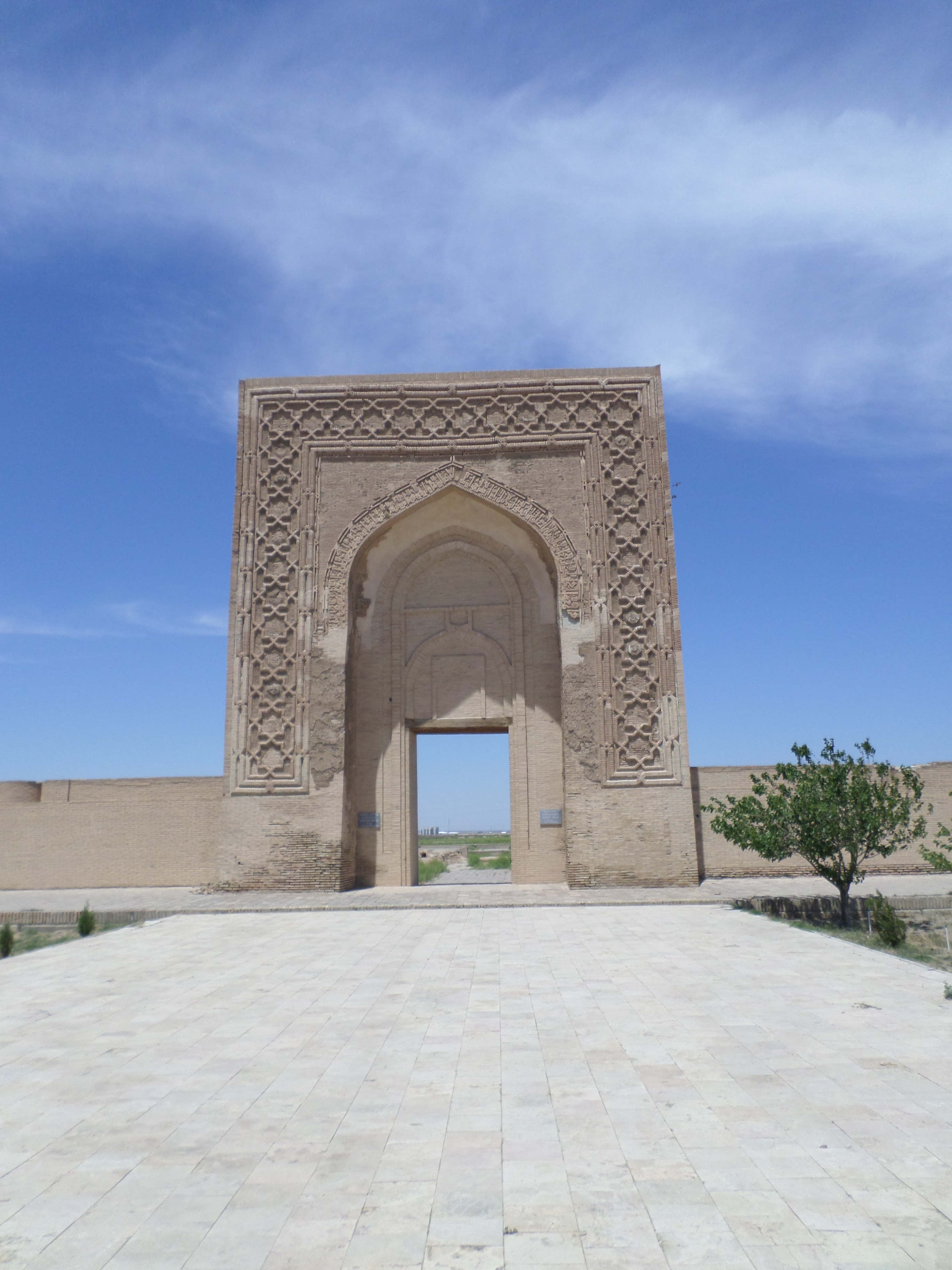
ラバティ・マリクのキャラバンサライ跡

ナヴォイ(ラテン文字:Navoiy、ウズベク語: Navoiy / Навоий、ロシア語: Навои)は、ウズベキスタン共和国・南西部のナヴォイ州の州都である。

## 歴史
ブハラ・アミール国の時代にはカルマナ(Karmana)といった。フサイン・バイカラ治下のヘラートのティムール朝の宮廷でペルシア語やチャガタイ語で優れた詩作を行った文化人・アリシェル・ナヴォイ（ナヴォイー）に因んで、1958年にナヴォイに改名された。

## 経済
ナヴォイ州は貴金属や天然ガスを豊富に産する。ナヴォイ鉱山精錬コンビナート (略称：ナヴォイMMC、NMMC)の本社が市内にあり、ナヴォイMMCは世界でも最高純度の金を産することで知られるウズベキスタン最大の企業である。ナヴォイMMCはザラフシャンやウチュクドゥクなどといった都市で金、銀などの貴金属、ウランなどの採掘を行なっている。また、ナヴォイアゾット (NavoiAzot) は国内において有機肥料生産最大量を誇る。

### ナヴォイ自由産業経済区域 (FIEZ)
ウズベキスタン大統領の公示によると、外国企業に対し地位を与える自由産業経済区域 (英語: Free Industrial Economic Zone、略称：FIEZ) はすでにナヴォイ州で創設されており、ナヴォイ国際空港周辺がその区域に指定されている。
FIEZは技術革新に加えて、幅広い分野のハイテク産業や高性能機器を用いた国際競争力の高い製品の促進を目的としている。FIEZの運用期間は30年もしくはそれ以上とされる。
FIEZ内で操業する企業は税率や外貨使用、製造許可、地元住民で無い者の労働許可証や居住滞在などに関して優遇措置を受けることができる。また、本来支払いが必要な土地使用料、財産税、所得税や、直接投資の希望に応じて発生する社会インフラストラクチャーの整備料、一括払いにかかる税率 (小規模ビジネスの場合)、国内道路基金や学校教育基金への支払い義務なども免除される。
- 投資額：300万～1000万ユーロ - 7年間
- 投資額：1000万～3000万ユーロ - 10年間、延長5年間では利益減少＋税率50％一律
- 投資額：3000万ユーロ以上 - 15年間、延長10年間では利益減少＋税率50％一律

これに沿って、外国企業は関税の支払いを免除される (通関の際の支払いを除く) 。外国企業はFIEZ内では輸出入を円滑にするため、外貨での決済が可能となっている。
FIEZ内の活動の調整、管理は州政府や行政区の役員代表で構成される行政委員会によって行われる。行政委員会は契約条件に沿って地区を運営し、誘致する国際企業を決定することができる。行政委員会はインフラ開発をすすめることを目的とするFIEZ開発基金を作ることを予定している。
今日、13の合弁会社がナヴォイFIEZで活動しており、自動車部品、ADSLモデム、LEDランプ、美容製品など多方面の製品を製造している。
ナヴォイ州はウズベキスタンの中央部に位置し、国内有数の工業地帯となっている。ナヴォイ州には豊富な鉱物や天然資源がある。ムルンタウの鉱床より採取される金、珪砂 (15億トン以上)、花崗岩 (19億m3)、大理石 (4.2億m3)、リン鉱石 (15億トン) などである。
ナヴォイ州最大の企業であるナヴォイ鉱山精錬コンビナートは世界でも十指に入るウランと金 (標準純度はフォーナイン) の生産を行なっていることで知られている。コンビナートで生産される金の延べ棒はロンドン金塊市場や東京工業品取引所において“optimal gold delivery” の評価を獲得している。ナヴォイ州の経済は鉱業の他、建築資材、化学、織物、食品産業によって成り立っている。
40の外国投資企業がナヴォイ州で仕事を行なっている。これらの企業の多くはアメリカ合衆国、中国、ロシア、イギリスの投資家が参加して設立されたものであり、ウズベク・イギリスの合弁会社「Amantaytau-Goldfields」などのように合弁会社を設立している。

## 交通
街の郊外にナヴォイ国際空港があり、タシュケントへの国内便が毎日発着している。また、ウズベキスタン鉄道の駅があり、ブハラやサマルカンド、ウルゲンチなどといった都市へと鉄道が運行されている他、ロシア、中国、イランといった方面へと長距離国際列車が運行されている。